# Philippe Froment
Philippe Froment, né à Coulanges-la-Vineuse et mort le 20 janvier 1401, est un prélat français du XIVe siècle. Il est neveu de Maurice de Coulange, évêque de Nevers.

## Biographie
Philippe Froment est religieux dominicain du couvent des Jacobins d'Auxerre.
Il devient confesseur du duc de Bourgogne Philippe le Hardi, qui lui donne en 1388 l'évêché de Bethléem au faubourg de Clamecy. 
Élu à l'évêché de Nevers, il y fait son entrée solennelle en 1395.
Le mercredi d'après Pâques de l'an 1400, l'évêque d'Auxerre Michel de Creney résidant alors à Paris donne son accord pour que Philippe Froment fasse la translation des reliques de saint Thibaud Confesseur depuis le prieuré de Beaumont (Saint-Thibaud-des-Bois, à environ 8 km au nord d'Auxerre) jusqu'à l’abbaye Saint-Germain d'Auxerre.